# Wagnerówka
Wagnerówka – wieś w Polsce położona w województwie świętokrzyskim, w powiecie staszowskim, w gminie Bogoria.
W latach 1975–1998 miejscowość administracyjnie należała do województwa tarnobrzeskiego.

## Części wsi
| SIMC    | Nazwa     | Rodzaj     |
| ------- | --------- | ---------- |
| 0788620 | Kaczkówka | przysiółek |

## Dawne części wsi – obiekty fizjograficzne
W latach 70. XX wieku przyporządkowano i opracowano spis lokalnych części integralnych dla Wagnerówki zawarty w tabeli 1.

| Nazwa wsi – miasta   | Nazwy części wsi – miasta        | Nazwy obiektów fizjograficznych – charakter obiektu                                                                                                |
| -------------------- | -------------------------------- | --- |
| I. Gromada JURKOWICE |                                  | |
| 1. Wagnerówka        | 1. Chrapy 2. Kruszyna 3. W Lesie | 1. Błonie — pole, łąka 2. Chrapy — pole 3. Dołki — nieużytki 4. Kruszyna — pole 5. Las Pełczycki — las 6. Pod Lasem — pole 7. Zagrody — łąka, pole |

## Literatura
1. Kaczmarek Leon (red. nauk. zeszytu), Taszycki Witold (red. nauk. wyd.): Urzędowe Nazwy miejscowości i obiektów fizjograficznych. 33. Powiat staszowski województwo kieleckie. Komisja ustalania nazw miejscowości i obiektów fizjograficznych (do użytku służbowego). Z: 33. Warszawa: Urząd Rady Ministrów. Biuro do Spraw Prezydiów Rad Narodowych, 1970. Brak numerów stron w książce